# Belle (Pas-de-Calais)
Belle is een dorp in de Franse gemeente Belle-et-Houllefort (Nederlands: Belle-Hollevoorde) in het departement Pas-de-Calais. Belle ligt centraal in de gemeente.

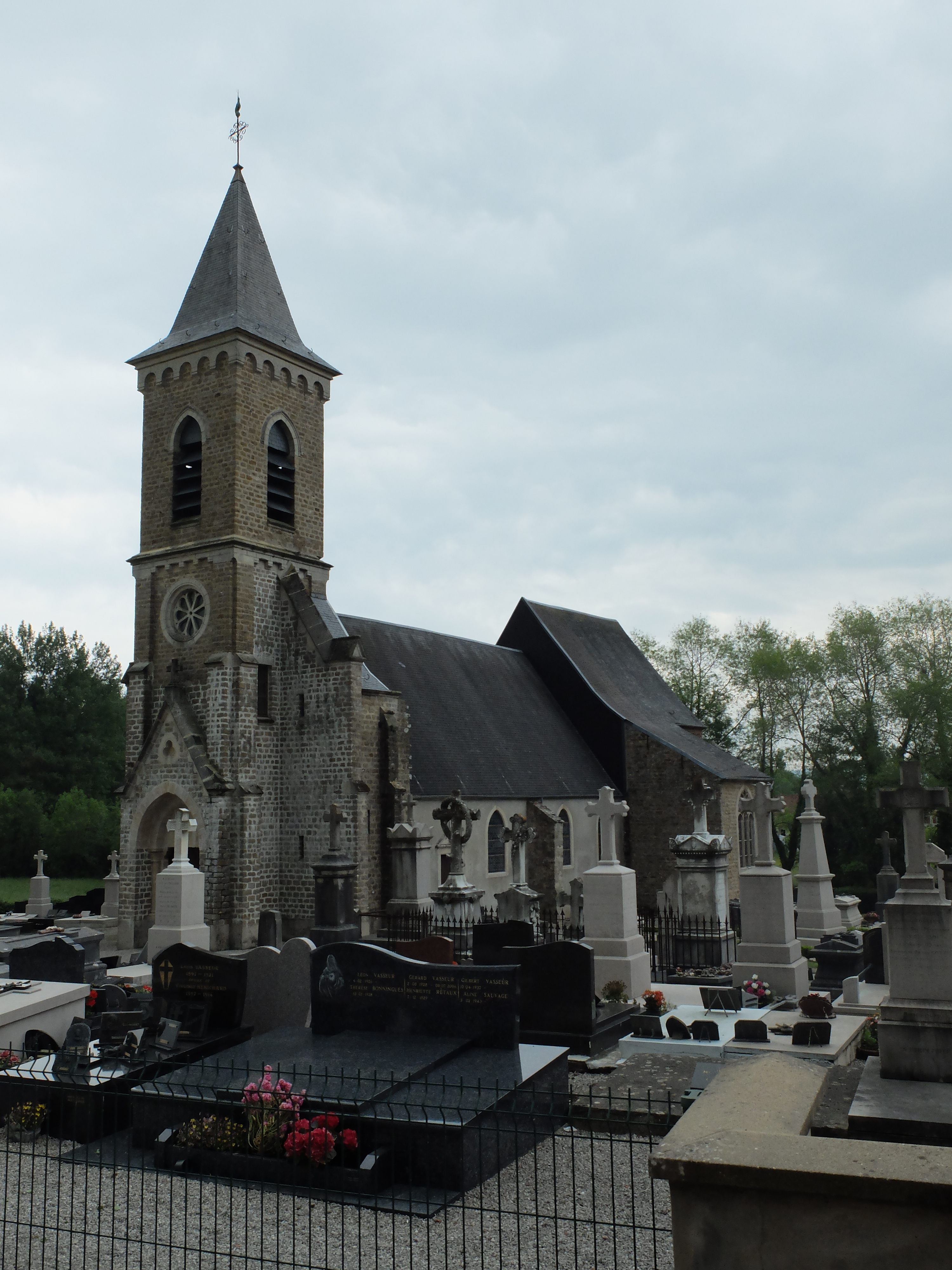
Église Saint-Omer

## Geschiedenis
Een oude vermelding van de plaats dateert uit de 12de eeuw als De Bello. De kerk van Belle had die van Houllefort (Nederlands: Hollevoorde) als hulpkerk. Op het eind van het ancien régime werden Belle en Houllefort samengebracht in de gemeente Belle-et-Houllefort.

## Bezienswaardigheden
- De Église Saint-Omer. De bronzen klok uit 1496 werd geklasseerd als monument historique in 1908. In 1978 werden een 17de-eeuws schilderij van de Aanbidding der Wijzen en een 17de-eeuws schilderij van Sint-Audomarus geklasseerd als monument historique.

## Verkeer en vervoer
In het zuiden van Belle loopt de nationale weg tussen Boulogne-sur-Mer en Sint-Omaars.